# Faculté de droit de Paris

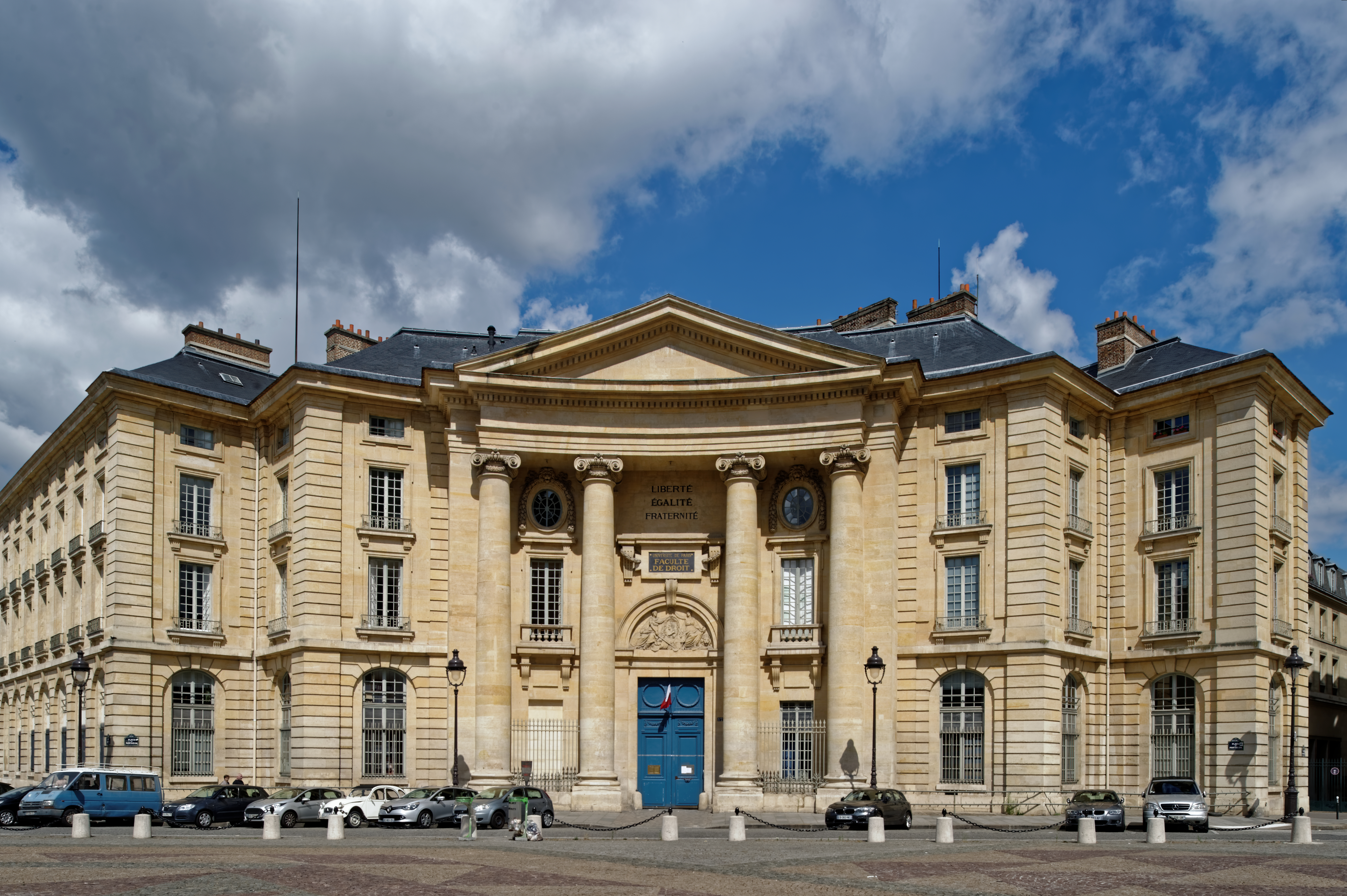
Il palazzo progettato da Jacques-Germain Soufflot per l'antica facoltà di legge, a piazza del Panthéon.

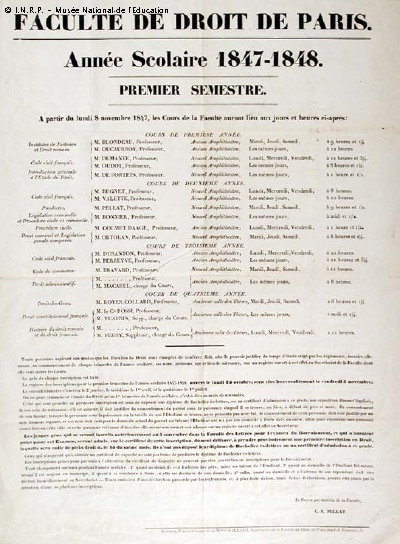
Orari delle lezioni della facoltà di diritto (1847–1848).

La Faculté de droit de Paris (facoltà di diritto) fu una delle quattro o forse cinque facoltà dell'Università di Parigi, chiamata "Sorbona", da circa il 1150-1200 fino al 1970. I suoi due edifici principali si trovavano in piazza del Panthéon e in rue d’Assas.
Fino al XIX secolo, la facoltà di diritto di Parigi era chiamata "Faculté de décret" o "Consultissima decretorum". Dopo che l'editto di Saint-Germain-en-Laye dell'aprile 1679 ristabilì l'insegnamento del diritto romano a Parigi (che era stato proibito dal 1223 dal decretale Super Specula), la facoltà era nota come "facoltà di diritto civile e canonico". Fu chiusa, insieme ad altre facoltà, il 15 settembre 1793, durante la rivoluzione francese.
Nel 1802 fu riaperta la facoltà di giurisprudenza e fu chiamata  "L'École de droit de Paris" ("Scuola di diritto di Parigi"). Nel 1896, la facoltà di giurisprudenza e le altre quattro facoltà parigine furono raggruppate insieme per ricreare l'Università di Parigi. Alla fine degli anni 1950 divenne una "facoltà di diritto ed economia".
A seguito degli eventi del maggio 1968, le facoltà dell'unità di Parigi divennero università indipendenti La maggior parte dei professori di legge decisero di perpetuare la facoltà di legge ed economia e crearono l'Università Panthéon-Assas ma alcuni passarono a università interdisciplinari come l'Università Pantheon-Sorbona, la Paris V: René Descartes e l'Università Paris-Est Créteil Val-de-Marne.